# Franklin Raines

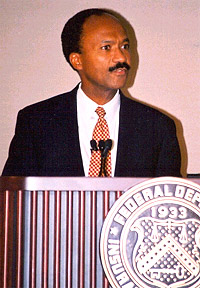
Franklin Raines (Juli 2002)

Franklin Delano Raines (* 14. Januar 1949 in Seattle, Washington) ist ein US-amerikanischer Wirtschaftsmanager und ehemaliger Direktor des Office of Management and Budget (OMB).

## Biografie

### Aufstieg zum Direktor des OMB
Nach dem Besuch der Franklin High School studierte er Regierungslehre an der Harvard University und schloss dieses Studium 1971 mit einem Bachelor of Arts (B.A. Government) ab. Im Anschluss studierte er mit einem Rhodes-Stipendium zunächst an der Universität Oxford, ehe er ein postgraduales Studium der Rechtswissenschaft an der Law School der Harvard University 1976 mit einem Juris Doctor (J.D.) beendete. Während seines Studiums wechselte er von der Republikanischen zur Demokratischen Partei und engagierte sich im nationalen Vorstand der Urban League, einer der ältesten afroamerikanischen Freiheitsbewegungen.
Später wechselte er als Manager in die Privatwirtschaft und war unter anderem Mitglied der Vorstände von Teachers Insurance and Annuity Association – College Retirement Equities Fund (TIAA-CREF), einem Pensionsfonds für Akademiker, von Pfizer, Pepsi und AOL sowie zuletzt von 1995 bis 1996 von Boeing.
1991 wurde Raines in die American Academy of Arts and Sciences gewählt. Am 13. September 1996 wurde er von US-Präsident Bill Clinton zum Direktor des Office of Management and Budget ernannt und bekleidete diese Funktion im Kabinett Clinton bis zum 21. Mai 1998.
Später unterstützte er auch die Bewerbungen demokratischer Politiker wie von Al Gore bei der Präsidentschaftswahl in den Vereinigten Staaten 2000 sowie von Barack Obama bei der Wahl zum Senator für Illinois 2004.

### CEO von Fannie Mae und Immobilienskandale
Nach seinem Ausscheiden aus dem Regierungsdienst war Raines, der auch Mitglied des Council on Foreign Relations und der American Academy of Arts and Sciences ist, zwischen 1999 und 2004 Chief Executive Officer von Fannie Mae.
Aufgrund des Immobilienbooms, der in den USA nun schon seit Mitte der 1990er Jahre anhielt, sahen die Finanzmärkte zunehmend die Gefahr, dass bei einem Rückgang der Immobilienpreise Fannie Mae in ernsthafte Probleme geraten könnte, was angesichts der Höhe der Schulden zu weltweiten Turbulenzen auf den Finanzmärkten führen könnte und mittlerweile auch eingetreten ist. Dies führte letztlich dazu, dass im Juli 2008 der Chef der Fed in St. Louis, Wiliam Poole, Fannie Mae erstmals als „faktisch zahlungsunfähig“ bezeichnete und die Politik aufforderte, nach Rettungsmöglichkeiten zu suchen. Am 13. Juli 2008 kündigte die US-Regierung an, Fannie Mae und Freddie Mac mit Krediten und Aktienkäufen in Milliardenhöhe zu stützen, um einen Bankrott zu verhindern. Kritiker warfen Raines vor, an dieser Situation zumindest mitschuldig zu sein.
In einem Verfahren über seine Rolle in diesem Fannie Mae-Skandal erklärte er sich im April 2008 mit zwei weiteren Managern zur Zahlung eines Betrages von insgesamt 24,7 Millionen US-Dollars bereit.